# ديفيد كلارك (ممثل)
ديفيد كلارك (بالإنجليزية: David Clarke)‏ مواليد 30 أغسطس 1908 في شيكاغو - الوفاة 18 أبريل 2004 في مقاطعة أرلنغتون، الولايات المتحدة، هو ممثل أمريكي بدأ مسيرته الفنية سنة 1930.

## الأعمال
- دخيل في الغبار
- ذا والتونز
- ريانز هوب

## روابط خارجية
- ديفيد كلارك على موقع IMDb (الإنجليزية)
- ديفيد كلارك على موقع قاعدة بيانات برودواي على الإنترنت (الإنجليزية)
- ديفيد كلارك على موقع قاعدة بيانات الفيلم (الإنجليزية)